# Jared Palmer
Jared Eiseley Palmer (* 2. července 1971, New York) je bývalý americký tenista. Byl specialistou na čtyřhru a v roce 2000 se stal světovou deblovou jedničkou na žebříčku ATP. V mužské čtyřhře vyhrál Wimbledon roku 2001 a Australian Open roku 1995. V roce 2001 hrál finále US Open. Jeho vítěznými partnery byli Richey Reneberg a Donald Johnson. Ve čtyřhře smíšené vyhrál Australian Open 2000 a US Open 2000. K těmto titulům mu dopomohly Rennae Stubbsová a Arantxa Sánchezová Vicariová. Ve dvouhře bylo jeho grandslamovým maximem 4. kolo a na žebříčku ATP 35. místo. V Davisově poháru odehrál 7 utkání, 3 vyhrál, 4 prohrál. Zúčastnil se olympijských her 2000 (9. místo). Hráčskou kariéru ukončil roku 2005, na turnajích vydělal 3,4 milionu dolarů.